# لاري براون (لاعب كرة قدم أمريكية)
لاري براون (بالإنجليزية: Larry Brown)‏ هو لاعب كرة قدم أمريكية أمريكي، ولد في 15 أكتوبر 1984 في سبارتانبرغ في الولايات المتحدة.

## وصلات خارجية
- لاري براون (لاعب كرة قدم أمريكية) على موقع JustSportsStats.com (الإنجليزية)